# Franz Andenmatten
Pas d'image ? Cliquez ici
Franz Josef Andenmatten est un alpiniste et guide de haute montagne suisse, né en 1823 à Almagell où il est mort en 1883. 

## Biographie
Originaire d'un tout petit hameau de la vallée de Saas dans le canton du Valais, Franz Andenmatten avait la réputation d'être un guide sûr et désintéressé sur le plan financier. Il avait coutume d'utiliser un piolet démesuré dont l'énormité l'avait rendu célèbre. Franz Andenmatten a compté parmi ses clients William Martin Conway et Leslie Stephen. Il mourut en 1883 des suites d'un coup de froid contracté lors d'une traversée de Saas à Zermatt.

## Ascensions
- 1854 - Première ascension du Strahlhorn avec Christopher Smyth, Ulrich Lauener et Edmund J. Grenville, le 15 août
- 1856 - Première du Lagginhorn avec Edward, L. Ames et Johann Josef Imseng, le 26 août
- 1856 - Première de l'Allalinhorn avec Edward, L. Ames et Johann Josef Imseng, le 28 août
- 1858 - Première du Nadelhorn avec B. Epiney, Aloys Supersaxo et J. Zimmermann, le 16 septembre
- 1866 - Première de l'arête Sud-Ouest du Piz Bernina, avec Francis Fox Tuckett, F. A. Y. Browne et Christian Almer, le 23 juin
- 1873 - Tentative au Grand Dru avec Clinton Thomas Dent et Alexandre Burgener